# Sant Andreu Salou
Sant Andreu Salou è un comune spagnolo di 137 abitanti situato nella comunità autonoma della Catalogna.